# 大卫·哈葛尼斯
大卫·哈葛尼斯（1925年11月17日—2019年12月24日）是一位美国生物化学家、遗传学家和发育生物学家。

## 生平
1949年本科毕业于加州理工學院，1952年在本校获得博士学位，博士后阶段进入賈克·莫諾实验室工作，后加入斯坦福医学院成为荣誉退休教授。

## 获奖
- 1968年，获古根海姆獎[2]
- 1976年，当选美国国家科学院院士
- 1976年，当选美国文理科学院院士[3]
- 1992年，当选欧洲分子生物学组织院士
- 2003年，获托马斯·亨特·摩尔根奖章